# Primerjalna književnost
Primerjalna književnost oz. komparativistika se posveča odnosom med literaturami različnih nacionalnih kultur in različnih jezikov. Raziskuje medsebojne vplive, gibanja, vire literarnih del, njihove teme, problematiko prevajanja itd. Poglablja se v odnose med filozofijo, teorijo umetnosti in ostalimi sorodnimi disciplinami ter v razvoj literarnih oblik in žanrov. Slovenska primerjalna literarna veda se posveča tudi preučevanju slovenske literature v evropskem in mednarodnem, pa tudi v intermedijskem kontekstu. Primerjalna književnost je najtesneje povezana z literarno teorijo.

## Primerjalna književnost na Slovenskem

### Osebnosti

#### Predhodniki
- Matija Čop (1797–1835), učitelj in bibliotekar na Reki, v Lvovu in Ljubljani; filolog, literarni kritik, teoretik in zgodovinar.
- Matija Murko (1861–1952), profesor slovanske filologije v Gradcu, Leipzigu in Pragi; filolog, literarni in kulturni zgodovinar, etnolog.
- Ivan Prijatelj (1875–1937), bibliotekar na Dunaju, zatem profesor za novejšo slovensko književnost v Ljubljani; literarni in kulturni zgodovinar, teoretik, esejist.
- Avgust Žigon (1877–1941), bibliotekar v Ljubljani; filolog, literarni zgodovinar in teoretik.
- France Kidrič (1880–1950), bibliotekar na Dunaju, zatem profesor za starejšo slovensko književnost v Ljubljani; literarni in kulturni zgodovinar.
- Ivan Grafenauer (1880–1964), učitelj, zatem raziskovalec v Ljubljani; literarni zgodovinar, filolog, etnolog.[1]

#### Utemeljitelji

##### Anton Ocvirk(1907–1980)
Začel je študirati filozofijo na Dunaju, nadaljeval s slavistiko in primerjalno     književnostjo v Ljubljani, po diplomi se je izpopolnjeval v Parizu in Londonu. 1936     se je habilitiral z delom Teorija primerjalne literarne zgodovine in leto     zatem začel predavati na ljubljanski filozofski fakulteti. Med vojno je bil kot     privrženec OF zaprt v koncentracijskem taborišču Dachau. Po vojni se je vrnil na     fakulteto, kjer je bil dolgoletni predstojnik oddelka. 1964 je postal član SAZU in     upravnik tedanjega Inštituta za literature. Poleg tega je bil urednik Slavistične     revije, Zbranih del slovenskih pesnikov in pisateljev, zbirke Sto romanov ter     Literarnega leksikona.
Z razpravami in z univerzitetnimi predavanji je posegel v vsa obdobja evropske     literature od antike do 20. stoletja. Posebno pozornost je posvetil dobam in smerem     od razsvetljenstva do ekspresionizma in konstruktivizma. Na področju literarne     teorije je obdelal poetiko, verzologijo, teorijo stila, psihologijo ustvarjanja,     ukvarjal se je z načelnimi vprašanji literarne zgodovine in kritike oz. vrednotenja.     S prepletom literarnozgodovinske in teoretične obravnave je utemeljil primerjalno     književnost kot historično-empirično usmerjeno in teoretično podprto vedo, ki     razvojno obravnava zgodovinske zveze med evropskimi in slovensko literaturo in jo     pri tem vodi osrednja zamisel o literarnem delu kot estetskem organizmu. 
Reprezentativen izbor njegovih objav je najti v knjigah »Evropski roman. Eseji«     (1977) in »Literarna umetnina med zgodovino in teorijo. Razprave« (I-II, 1978-1979),     ki jim je po njegovi smrti sledil še izbor manjših spisov »Miscellanea« (1984).

##### Dušan Pirjevec(1921–1977)
Po vojni in prvih povojnih letih, ki jih je preživel kot partizan in politični funkcionar, je 1948-1952 študiral primerjalno književnost in slavistiko v Ljubljani, nato je delal na Inštitutu za literature SAZU in bil na daljših študijskih bivanjih v Parizu in na Dunaju. 1961 je doktoriral in jeseni 1962 postal profesor. Bil je urednik ali sourednik revij Sodobnost, Slavistična revija in Problemi ter knjižne zbirke Znamenja, v jugoslovanskem prostoru pa član odbora Korčulanske poletne šole.
V prvem obdobju je bil privrženec historično-empirične literarne vede z marksističnimi ideološkimi poudarki, toda že v zgodnjih šestdesetih letih je iskal novih poti v razumevanju literature. Prišel je do globalne predstave o mimetičnem pojmovanju, ki je obvladovalo evropsko literaturo in umetnost v preteklosti, v sodobnosti pa se razkraja in na njegovo mesto stopa eksistencialno-ontološka ali bitnozgodovinska misel. Pirjevec si jo je prizadeval ujeti z načelnim razmišljanjem o preobrazbah literarne vede ali znanosti o umetnosti, z analizami izbranih evropskih romanov in z objavami, ki posegajo v slovensko zgodovino in sedanjost. Z vsem svojim delom je odpiral literarni vedi nove perspektive in jo umestil v neposredni bližini filozofske misli.

##### Janko Kos(1931–)
1950-1956 je študiral primerjalno književnost, nato mdr. nekaj let učil na gimnaziji. Doktoriral je 1969, od 1970 do upokojitve je predaval na ljubljanski filozofski     fakulteti, sprva kot izredni, nato redni profesor. 1977 je bil izvoljen za člana SAZU, 1980-83 je bil upravnik njenega inštituta za slovensko literaturo in literarne vede. Bil je sourednik revij Beseda, Perspektive, Sodobnost, Slavistična revija, Primerjalna književnost, knjižnih zbirk Naša beseda, Klasje; področni urednik za književnost in predsednik osrednjega uredniškega odbora Enciklopedije Slovenije; glavni urednik Literarnega leksikona,     sourednik izdaj starejših slovenskih tekstov pri SAZU.
Na področju primerjalne književnosti je obravnaval zlasti razsvetljenstvo,  predromantiko, romantiko, avantgardo, modernizem in postmodernizem. Analiziral je     vrsto evropskih romanopiscev. Sintetično je obdelal primerjalno zgodovino slovenske literature. Preiskoval je literarnozgodovinsko periodizacijo, načelna vprašanja dob, smeri, tokov in gibanj. V literarno teorijo je vpeljal novo sistematiko, obdelal morfologijo in aksiologijo, uvedel nov tipološki sistem s kategorijami verizem,     hermetizem, klasika. Vzpostavil je metodologijo kot samostojno literarnovedno disciplino. Z izpopolnjeno verzijo duhovnozgodovinske metode je prenovil     historično-empirično osnovo literarne vede in našel novo ravnotežje med njenimi znanstvenimi in filozofskimi sestavinami.

### Ustanove
- Oddelek za primerjalno književnost in literarno teorijo na Filozofski fakulteti Univerze v Ljubljani
- Inštitut za slovensko literaturo in literarne vede Znanstvenoraziskovalnega centra SAZU
- Akademija za gledališče, radio, film in televizijo Univerze v Ljubljani
- Pedagoška fakulteta Univerze v Ljubljani
- Filozofska fakulteta Univerze v Mariboru
- Fakulteta za humanistične študije Univerze na Primorskem v Kopru
- Fakulteta za humanistiko Univerze v Novi Gorici

Med navedenimi ustanovami je le prva v celoti in druga v dobrem delu posvečena komparativistiki. Preostale jo gojijo kot posamezen predmet ali predmetni sklop v okviru drugih strok in študijskih smeri, ki so njihov glavni smoter, ali zgolj kot tematska težišča v okviru posameznih, drugače poimenovanih predmetov. Zato jih ta pregled upošteva samo z ozirom na to, kako in koliko so pri njih zajete komparativistične vsebine, in na to, kakšne možnosti pedagoškega in raziskovalnega dela dajejo komparativistom.

#### Oddelek za primerjalno književnost in literarno teorijo na Filozofski fakulteti Univerze v Ljubljani

##### Zgodovina
Oddelek je najstarejša in najpomembnejša matična ustanova te stroke. 
Ob pripravah na ustanovitev ljubljanske univerze je bila že 1919 poleg filoloških seminarjev in kateder predvidena tudi »stolica za splošno slovstvo in slovstveno     teorijo«, a načrt ni bil uresničen iz kadrovskih razlogov. 1925 so se začela komparativistična predavanja in seminarji v okviru slavistike, toda še brez redno     zaposlenih učiteljev-specialistov; provizorično sta skrbela zanje slavista France Kidrič in Ivan Prijatelj, delno tudi germanist Jakob Kelemina. 1930 je primerjalna     književnost postala samostojna študijska smer. Šele 1938 je začel predavati prvi habilitirani komparativist, Anton Ocvirk. 1945 se je oddelek za primerjalno     književnost in literarno teorijo osamosvojil. 1962 je na oddelek prišel drugi profesor, Dušan Pirjevec, in 1970 tretji, Janko Kos. Asistenti so bili: Dušan     Pirjevec (honorarno) 1952-62; Jože Koruza 1962-63; Evald Koren 1963-79, nato  izvoljen v učiteljski naziv; Lado Kralj 1971-78, po nekajletni prekinitvi je bil 1987 izvoljen v učiteljski naziv. Drugi, mlajši, so še aktivni na oddelku.

##### Študijski programi
Sproti so se prilagajali razvoju stroke, sistemski ureditvi visokega šolstva in personalni zasedbi oddelka, zato so se v preteklosti večkrat spreminjali. 
Zdaj je mogoče študirati stroko na vseh stopnjah, samostojno ali v številnih kombinacijah z drugimi strokami na Filozofski fakulteti in na nekaterih drugih     fakultetah ljubljanske univerze. Študij obsega naslednje programske usmeritve: zgodovina svetovne književnosti, primerjalna književnost, literarna teorija,     literarni prevod, metodologija literarne vede. Profesorji v okviru teh usmeritev vsako leto sestavijo nov seznam predavanih predmetov in pri tem sproti vnašajo vanje     rezultate svojih raziskav.

##### Sodelavci
Redni sodelavci na oddelku so profesorji Janez Vrečko, Boris A. Novak, Tomo Virk, Matevž Kos, Vid Snoj, Tone Smolej, Vanesa Matajc in bibliotekarka Seta Knop. Pri delu sodelujejo tudi asistenti in mladi raziskovalci, upokojeni profesorji oddelka, člani drugih oddelkov Filozofske fakultete ter drugih ustanov.
Študij izbranih poglavij iz primerjalne književnosti, literarne teorije in metodologije literarne vede poteka tudi na drugih jezikovno-literarnih oddelkih Filozofske fakultete, predvsem na slovenistiki, slavistiki, germanistiki, romanistiki, klasični filologiji.
Bolonjska reforma, ki je stopila v veljavo z letom 2009/10, je prinesla večjo raznolikost, pretočnost in odprtost študija. Največje spremembe se dogajajo na tretji stopnji, pri doktorskem študiju. Začel se je interdisciplinarni program »Humanistika in družboslovje«, pri katerem sodelujejo Filozofska fakulteta, Fakulteta za družbene vede, Fakulteta za računalništvo in informatiko, Fakulteta za matematiko in fiziko, Teološka fakuteta in Akademija za glasbo. Program obsega številna, v glavnem interdisciplinarna študijska področja, za njihovo organizacijo so pristojne posamezne fakultete ali po dve oziroma tri skupaj. Med njimi je področje »Literarne vede« s temeljnim predmetom »Metodologija in epistemologija literarne vede«; njegov nosilec je Tomo Virk, izvaja pa ga skupina predavateljev, v     kateri so člani več literarnih oddelkov ljubljanske Filozofske fakultete, nekateri sodelavci Inštituta za slovensko literaturo in literarne vede ZRC SAZU ter     mariborske Filozofske fakultete.
Posamezni predmeti ali deli predmetov, ki zajemajo tematske sklope iz literarnih ved, so upoštevani tudi na drugih tretjestopenjskih področjih, kot so ameriški študiji, antični študiji, evropski študiji, slavistični študiji, slovenistika.

##### Raziskovalno delo
Raziskovalni programi na Filozofski fakulteti, ki jih večinoma financira Javna agencija za raziskovalno dejavnost Republike Slovenije (ARRS), povezujejo sodelavce več oddelkov. Temeljna programa za področje literarnih ved sta »Literarnoprimerjalne in literarnoteoretske raziskave«, ki ga vodi Tomo Virk, in »Medkulturne literarnovedne študije«, ki ga vodi Mira Miladinovič Zalaznik.

#### Inštitut za slovensko literaturo in literarne vede Znanstvenoraziskovalnega centra SAZU

##### Zgodovina
Inštitut je edina poklicna raziskovalna organizacija, ki med svoja delovna področja uvršča poleg slovenske tudi primerjalno literarno zgodovino, literarno teorijo in     metodologijo literarne vede. 
Ustanovljen je bil 1948 kot Inštitut za literature SAZU z obširnim programom, ki naj bi pokrival vsa temeljna področja literarnih ved, vendar je zaradi finančne in     kadrovske stiske na začetku v njegovem okrilju delovalo samo uredništvo Slovenskega biografskega leksikona in komisija za slovensko retrospektivno bibliografijo. V drugi polovici 60. in na začetku 70. let se je inštitut kadrovsko krepil in pod vodstvom Antona Ocvirka so se začele priprave na glavno delo naslednjih let, izdajanje Literarnega leksikona. Organizacijski ustroj inštituta se je spremenil 1971, ko je dobil tri sekcije (za slovensko literarno zgodovino, za literarno teorijo, za biografiko, bibliografijo in dokumentacijo), 1983 z ustanovitvijo Znanstvenoraziskovalnega centra SAZU in 1999 z osamosvojitvijo biobibliografske sekcije, ki je čez čas postala samostojen inštitut za kulturno zgodovino. V preteklosti so imeli vidne vloge v inštitutu Drago Šega, Dušan Pirjevec, Primož Kozak, France Bernik, Darko Dolinar, Majda Stanovnik, Vlasta Pacheiner Klander, Jože Faganel, (Alfonz Gspan, Jože Munda, Marjan Dolgan), Jola Škulj, Alenka Koron. Upravniki inštituta (sicer člani Slovenske akademije, v  odnosu do inštituta pa pogodbeni sodelavci) so bili Josip Vidmar, Anton Ocvirk in Janko Kos (ta dva sta bila tudi urednika glavnih inštitutskih publikacij). Po statutarnih spremembah raziskovalne sfere je prevzel predstojništvo inštituta Darko Dolinar (1983-2011).

##### Raziskovalna dejavnost, programi in projekti
Na inštitutu poteka šestletni temeljni raziskovalni program »Literarnozgodovinske, literarnoteoretične in metodološke raziskave«. Poleg tega se izvajajo projekti z     omejenim trajanjem (2-3 leta). V tem obdobju so aktualni: »Prostor slovenske literarne kulture: literarna zgodovina in prostorska analiza z geografskim     informacijskim sistemom«; »Slovenska svetovna književnost: umeščanje svetovne književnosti v nacionalni literarni sistem«; »Neraziskana latinska in nemška     književnost v slovenskih deželah v dobi baroka«. Nekateri projekti so zastavljeni večdisciplinarno, tako da presegajo meje posameznih strok in s tem matičnih     inštitutov v okviru ZRC SAZU, včasih zahtevajo tudi sodelovanje več ustanov.
Formalna mreža programov in projektov pa ne pokriva vseh dejavnosti. Med njimi je treba omeniti, da inštitut pripravlja kritične edicije starejših slovenskih     slovstvenih besedil, dokumentarnega gradiva in literarnozgodovinskih del v knjižni in elektronski obliki ter izdaja v zbirki Studia litteraria znanstvene monografije     in tematske zbornike razprav; pred kratkim pa je prevzel tudi skrb za izdajanje Zbranih del slovenskih pesnikov in pisateljev.

##### Sedanji raziskovalci
Marko Juvan, Marijan Dović, Jernej Habjan, Matija Ogrin, Luka Vidmar, Monika Deželak Trojar, Andraž Jež, Andrejka Žejn, Nina Ditmajer... (Za biobibliografske podatke glej Sicris in Cobiss)

##### Študijski programi
Večina sodelavcev ima univerzitetne habilitacije. Sodelujejo individualno v ustreznih študijskih programih, največ na ljubljanski Filozofski fakulteti, pa tudi na fakultetah v Mariboru, Kopru in Novi Gorici. Poleg tega izvaja ZRC SAZU večdisciplinarni podiplomski program »Primerjalni študij idej in kultur«. Sestavni del njegovega modula »Slovenske študije - tradicija in sodobnost« sta dva predmeta, ki sodita v delokrog inštituta. »Medbesedilnost in kulturni spomin« obravnava dva ključna pojava s področja novejše primerjalne književnosti; nosilec predmeta je Marko Juvan. Drugi predmet je »Tragedija v gledališču, kulturi in družbi«, katerega nosilec je Krištof Jacek Kozak s Fakultete za humanistične študije Primorske univerze.
Program, ki je doslej potekal v okviru Fakultete za podiplomski študij v Novi Gorici, se institucionalno osamosvaja.

#### Oddelek za slovenistikonaFilozofski fakultetiUniverze v Ljubljani
Študijski program slovenistov vsebuje predmet Pregled svetovne književnosti, ki ga izvaja Janez Vrečko z Oddelka za primerjalno književnost in literarno teorijo, od devetih učiteljev na slovenski književnosti jih je pet po izobrazbi tudi komparativistov (Miran Hladnik, Marko Juvan, Mateja Pezdirc Bartol, Alojzija Zupan Sosič, Alenka Žbogar), po primerjalnoliterarnih metodah pa posegajo tudi tisti, ki so razen na slovenistiki doštudirali še na drugih smereh (Aleksander Bjelčevič, Boža Krakar Vogel, Irena Novak Popov, Urška Perenič), kar dokazuje njihova vključenost v komparativistične projekte, objavljanje v komparativistični periodiki, zbornikih in serijah, somentorstvo pri komparativističnih diplomah, magisterijih, doktoratih, sodelovanje pri habilitacijah ipd.

#### Akademija za gledališče, radio, film in televizijo Univerze v Ljubljani

##### Zgodovina
Ustanovljena je bila 1945 kot samostojna Akademija za igralsko umetnost; 1963     preimenovana v Akademijo za gledališče, radio, film in televizijo; od 1975 je     članica Univerze v Ljubljani. Med njenimi delovnimi področji sta bili od vsega začetka dramaturgija in zgodovina drame. To snov so predavali Josip Vidmar, Filip Kumbatovič-Kalan, Vladimir Kralj, France Koblar in pozneje Primož Kozak, Mirko Zupančič, Marko Marin, Andrej Inkret in Denis Poniž.
Več

##### Organizacija in sodelavci
Akademija ima tri oddelke: za gledališče in radio, za film in televizijo, za dramaturgijo in scenske umetnosti, in center za teatrologijo in filmologijo. V dramaturškem oddelku so združene katedra za dramaturgijo in zgodovino drame, katedra za zgodovino gledališča in radia ter katedra za dramsko pisanje.
Sodelavci dramaturške katedre so Žanina Mirčevska, Barbara Orel, Blaž Lukan, Aldo Milohnić in Tomaž Toporišič. (Za biobibliografske podatke glej Sicris in Cobiss.)  Več ... Arhivirano 2013-11-09 na Wayback Machine.

##### Študijski programi
Študijski program na prvi in drugi stopnji se imenuje »Dramaturgija in scenske umetnosti«; med drugim vsebuje predmete »Dramaturgija«, »Zgodovina drame«, »Zgodovina gledališča«, »Antropologija gledališča« in »Dramsko pisanje«  Več ...

##### Raziskovalni program »Gledališke in medumetnostne raziskave«poteka pod okriljemARRS.
Več

#### Pedagoška fakulteta Univerze v Ljubljani

##### Zgodovina
Ustanovljena je bila 1947 kot samostojna dveletna Višja pedagoška šola. 1964 je bila preimenovana v Pedagoško akademijo. Sredi sedemdesetih let se je vključila v ljubljansko univerzo. 1987 je bil vpeljan štiriletni visokošolski študij, pri čemer pa je ostal predmetni pouk jezikov in književnosti omejen samo na Filozofsko fakulteto. 1991 je bila PA preimenovana v Pedagoško fakulteto. Na njej sta slovensko književnost predavala Emil Cesar in Gregor Kocijan, otroško in mladinsko pa Marjana Kobe.
Več

##### Študijski programi
Literarne vsebine se nahajajo v programih »Predšolska vzgoja« in »Razredni pouk«; v prvem so združene v mejah predmeta »Jezik in književnost«, v drugem pa so razdeljene na predmete »Uvod v književnost«, »Mladinska književnost« in »Didaktika književnosti«.
, http://www.pef.uni-lj.si/index.php?id=149 Več

##### Sodelavci
Sodelavca s komparativistično poklicno formacijo in ustreznimi deli sta Igor Saksida in Milena M. Blažič. (Za biobibliografske podatke glej Sicris in Cobiss.)
Več Arhivirano 2013-11-09 na Wayback Machine.

#### Filozofska fakulteta Univerze v Mariboru

##### Zgodovina
1961 je bilo ustanovljeno Združenje visokošolskih zavodov, ki je 1975 preraslo v Univerzo v Mariboru. Del združenja je od začetka bila štiriletna Pedagoška akademija, na kateri je potekal pouk slovenščine v povezavah z drugimi osnovno- in srednješolskimi predmeti. 1968 je bil vzpostavljen Oddelek za slovanske jezike in književnosti. 1969 je bila Pedagoška akademija omejena na dveletno višješolsko stopnjo. 1985 je ponovno začela vpeljevati štiriletne visokošolske programe. 1986 je bila preimenovana v Pedagoško fakulteto. Iz nje so se 2007 izoblikovale sedanja Filozofska fakulteta, Pedagoška fakulteta in Fakulteta za naravoslovje in matematiko. 
Med prvimi predavatelji slovenske književnosti, ki zajema tudi primerjalne vsebine, je bila Alenka Glazer; pozneje sta se pridružila Jože Lipnik, Jože Pogačnik in     drugi. Njihovo delo so v različnih aranžmajih dopolnjevali pogodbeni sodelavci, največ z ljubljanske filozofske fakultete.
Več Arhivirano 2013-11-09 na Wayback Machine.

##### Študijski programi
Primerjalna književnost z literarno teorijo se poučuje kot predmetni sklop na oddelku za slovanske jezike in književnosti oz. na njegovi katedri za slovensko književnost z literarno teorijo. Študij je usklajen z bolonjskim modelom. Od 2009 poteka tudi tretjestopenjski program »Slovenistične študije«, ki vključuje smer »Slovenska književnost«.

##### Sodelavci
Med literarnimi zgodovinarji na oddelku je formirana komparativistka Darja Pavlič; njena področja so evropska in slovenska poezija, novejša obdobja svetovne     književnosti, literarna teorija in retorika. Drugi člani oddelka s slovenistično oziroma slavistično formacijo – Miran Štuhec (predstojnik), Dragica Haramija, Jožica     Čeh Steger, Silvija Borovnik, Blanka Bošnjak – dodatno obravnavajo posamezna težišča iz primerjalnozgodovinske in literarnoteoretične problematike.
Med drugimi oddelki je največ zanimanja za primerjalnozgodovinske in literarnoteoretične vsebine na germanistiki, kjer so vključene pod različnimi     naslovi predmetov na vseh treh stopnjah študija; predavajo jih Vesna Kondrič Horvat, Matjaž Birk in Dejan Kos.

##### Raziskovalno delo
ARRS v tem srednjeročnem obdobju ne financira nobenega programa iz literarnih ved, ki  bi imel sedež na mariborski Filozofski fakulteti, pač pa so njeni člani individualno vključeni v več drugih literarnovednih programov.

#### Fakulteta za humanistične študijeUniverze na Primorskem (Koper)

##### Zgodovina
1995 je bilo ustanovljeno Visokošolsko središče v Kopru, ki je 2003 preraslo v Univerzo na Primorskem. 2000 je bila v okviru Visokošolskega središča ustanovljena bodoča www.fhs.upr.si, ki ima deset oddelkov, med drugimi oddelek za slovenistiko.

##### Študijski programi
Študij primerjalne literarne zgodovine v sklopu smeri »Slovenistika«, ki se je prvič začel izvajati 2006, poteka v obliki več samostojnih predmetov: »Svetovna književnost«, »Svetovna književnost od začetkov do renesanse« ter »Svetovna književnost od renesanse do sodobnosti«, širši okvir pa mu dajejo predmeti »Temelji študija književnosti«, »Literarna teorija« in »Metodologija literarne vede«.
Bolonjska reforma se je začela na Fakulteti za humanistične študije 2007-08; od leta 2010-11 na Oddelku za slovenistiko obstaja na vseh treh stopnjah študija.

##### Redni sodelavci
Krištof Jacek Kozak, Marcello Potocco, Jonatan Vinkler; v manjšem obsegu projektna sodelavka Barbara Pregelj. (Za biobibliografske podatke glej Sicris in Cobiss.)

##### Raziskovalno delo
Fakulteta ima razvejeno mrežo mednarodnih povezav z različnimi sponzorji. V temeljnem programu »Sredozemlje in Slovenija«, ki ga financira ARRS, sodeluje en raziskovalec s področja literarnih ved.
Več

#### Fakulteta za humanistikoin Raziskovalni center za humanistiko,Univerza v Novi Gorici

##### Zgodovina
Visokošolski študij v Novi Gorici se je začel z ustanovitvijo podiplomske Fakultete za znanosti o okolju 1995. Ko so se ji pridružile nekatere druge in začele izvajati tudi dodiplomski študij, se je šola 1998 organizirala kot Politehnika Nova Gorica. V njenem okviru je bila 2004 ustanovljena Šola za slovenske študije Stanislava Škrabca. Politehnika se je 2007 preimenovala v Univerzo v Novi Gorici; v njenem okviru je Fakulteta za humanistiko, ki vključuje študijski program Slovenistika.
Univerza se po statusu razlikuje od drugih, ker med njenimi ustanovitelji ni države

##### Študijski programi
Komparativistika sodi v študijski program »Slovenistika« kot njegov predmetni sklop na prvi in drugi stopnji, pa tudi v interdisciplinarni magistrski program Digitalna humanistika.
Na 1. stopnji vsebuje predmete »Uvod v študij književnosti z literarno teorijo«, »Pregled svetovne književnosti«, »Izbrana poglavja iz svetovne književnosti«. Na 2. stopnji se program Slovenistika razdeli na jezikoslovno in literarnovedno smer; slednja vsebuje predmete »Metodologija literarnega raziskovanja«, »Sodobne literarne teorije« in nekaj specialnih, večinoma izbirnih predmetov s področja primerjalne literarne zgodovine.
Študij po bolonjskem programu poteka od 2007.

##### Redni in pogodbeni sodelavci
Katja Mihurko Poniž, Aleš Vaupotič, Ana Toroš, Irena Avsenik Nabergoj, Leonora Flis, Marijan Dović, Barbara Pregelj. (Za biobibliografske podatke glej Sicris in Cobiss.)

##### Raziskovalna dejavnost
Raziskave potekajo o naslednjih temah: avtorice v literarni zgodovini in sodobnosti; literature na stičišču; transformacije antičnih motivov v slovenski književnosti; literatura in novi mediji.

##### Fakulteta za podiplomski študij Univerze v Novi Gorici
Podiplomski študij literarnih ved poteka v okvirih študijskega programa Humanistika, modula Literarna veda. <http://www.ung.si/sl/studij/fakulteta-za-podiplomski-studij/studij/3HUM>

### Publikacije

#### Temeljne monografije, tematski zborniki, razprave in članki v periodiki in knjigah – Izbor objav do začetka izhajanja revijePrimerjalna književnostin Literarnega leksikona (1978) ter do smrti Antona Ocvirka (1980)
- 1897 M. Murko: Deutsche Einflüsse auf die Anfänge der slavischen Romantik. 1. Die     böhmische Romantik. Graz, Styria.
- 1901 I. Prijatelj: Puškin v slovenskih prevodih. Zbornik Slovenske matice 3, str. 52-89.
- 1906 I. Prijatelj: Perspektive. Estetičen načrt. Ljubljanski zvon 26, str. 411-417.
- 1906 A. Žigon: Tercinska arhitektonika v Prešernu. Zbornik Slovenske matice 8, str. 58-128.
- 1908 M. Murko: Geschichte der älteren südslavischen Literaturen. Leipzig, Amelang.
- 1912 J. Puntar: »Zlate črke« na posodi Gazel. Ljubljana (samozaložba).
- 1917 I. Prijatelj: Pesniki in občani. Ljubljanski zvon 37, str. 17-23, 314-320.
- 1919 I. Prijatelj: Literarna zgodovina. (Nastopno predavanje na ljubljanski univerzi; objavljeno v Prijateljevih Izbranih esejih in razpravah I, 1952.)
- 1921 I. Prijatelj: Predhodniki in idejni utemeljitelji ruskega realizma. Ljubljana, Tiskovna zadruga.
- 1921 I. Prijatelj: Duševni profili naših preporoditeljev. Ljubljanski zvon 41, v nadaljevanjih. Knjižna izdaja z naslovom Duševni profili slovenskih     preporoditeljev, Ljubljana 1935.
- 1924 I. Prijatelj: »Mladoslovenci« in »Mlada Evropa«. Ljubljanski zvon 44, str. 26-37, 83-90.
- 1925 A. Žigon: France Prešeren – poet in umetnik. Celovec – Prevalje, Mohorjeva družba. (Monografija s komparativističnimi odlomki.)
- 1925-1927 M. Murko: Die Bedeutung der Reformation und Gegenreformation für das     geistige Leben der Südslaven. Slavia (Praga) 4-5. Knjižna izdaja: Heidelberg, Winter, 1927.
- 1927 J. Kelemina: Literarna veda: pregled njenih ciljev in metod. Ljubljana, Nova založba.
- 1927 F. Kidrič: O literarni zgodovini. Ljubljanski zvon 47, str. 449-458. (Intervju.)
- 1928 F. Kidrič: Pomenki I-II. Ljubljanski zvon 48, str. 376-379, 563-574. (Polemika o matematični arhitektoniki pri Prešernu.)
- 1928 I. Prijatelj: Uvod v zgodovino kritike. Ljubljana, Društvo slušateljev filozofske fakultete.
- 1928 I. Prijatelj: Slovensko, slovansko in južnoslovansko vprašanje pri Slovencih. Razprave Znanstvenega društva za humanistične vede 4, str. 57-138.
- 1929 J. Polec: Ljubljansko višje šolstvo v preteklosti in borba za slovensko univerzo. V: Zgodovina slovenske univerze v Ljubljani do leta 1929, str. 1-229.
- 1929 R. Nahtigal: Seminar za slovansko filologijo. V: Zgodovina slovenske univerze v Ljubljani do leta 1929, str. 338-353.
- 1929-1938 F. Kidrič: Zgodovina slovenskega slovstva. Ljubljana, Slovenska matica. (S komparativističnimi poglavji in odlomki.)
- 1930 F. Kidrič: Dobrovský in slovenski preporod njegove dobe. Ljubljana, Univerzitetna tiskarna. (Razprave Znanstvenega društva v Ljubljani 7, Historični odsek 1.)
- 1933 A. Ocvirk: Razgovori. Ljubljana, Tiskovna zadruga.
- 1933 A. Ocvirk: Levstikov duševni obraz. V: Levstikov zbornik, Ljubljana, Slavistični klub na Univerzi, str. 7-132.
- 1934 A. Ocvirk: La pensée européenne du 16e au 18e siècle et la littérature slovène. Revue de littérature comparée (Pariz) 14, str. 96-107.
- 1936 A. Ocvirk: Teorija primerjalne literarne zgodovine. Ljubljana, Znanstveno društvo. Ponatis 1975.
- 1936 I. Grafenauer: Karolinška kateheza ter izvor Brižinskih spomenikov. Ljubljana, Znanstveno društvo.
- 1938 F. Kidrič: Osnove za Kollárjev vpliv pri Slovencih do 1852. V: Slovánska vzájemnost 1836-1936, Praga, str. 126-145.
- 1938 A. Ocvirk: Historizem v literarni zgodovini in njegovi nasprotniki. Ljubljanski zvon 58, str. 9-18.
- 1938 A. Ocvirk: Formalistična šola v literarni zgodovini. Slovenski jezik 1, str. 154-161.
- 1938-1940 I. Prijatelj: Kulturna in politična zgodovina Slovencev 1848-1895, I-V. Ljubljana, Akademska založba. (S komparativističnimi poglavji in odlomki; nedokončano.)
- 1939 F. Kidrič: Slovenci in velika revolucija. Ljubljanski zvon 59, str. 319-322.
- 1940 S. Leben: Problem Dantejeve Beatrice. Uvod v monografijo o Beatrici kot     pesniškem liku. Ljubljana, Modra ptica.
- 1949 D. Moravec: Shakespeare pri Slovencih. Slavistična revija 2, str. 51-74, 250-291.
- 1951 A. Ocvirk: Novi pogledi na pesniški stil. Naša sodobnost 6, v nadaljevanjih.
- 1952 A. Ocvirk: Izrazna sredstva besedne umetnosti. Obzornik 7, str. 24-28, 213-220.
- 1952-1953: I. Prijatelj: Izbrani eseji in razprave I-II. Ljubljana, Slovenska matica.
- 1955 A. Ocvirk: Slovenska moderna in evropski simbolizem. Naša sodobnost 3, str. 193-214.
- 1955 D. Pirjevec: O liriki slovenske moderne. Naša sodobnost 3, str. 238-264.
- 1956-1985 I. Prijatelj: Slovenska kulturnopolitična in slovstvena zgodovina     1848-1895, I-VI. Ljubljana, DZS. (Nova izdaja s spremnimi študijami A. Ocvirka in D. Kermavnerja.)
- 1959 A. Ocvirk: Paul Hazard in primerjalna književnost. V: Paul Hazard, Kriza evropske zavesti, Ljubljana, DZS, str. 425-492.
- 1961 A. Ocvirk: Slovenska literatura in realizem. Naša sodobnost 9, str. 577-589, 692-708.
- 1961-1962 D. Voglar: Vodnikovo spoznavanje Horaca. Slavistična revija 13, str. 60-87.
- 1961-1962 V. Taufer: Prvi odmevi Maksima Gorkega v slovenski javnosti. Slavistična revija 13, str. 117-180.
- 1963 D. Moravec: Vezi med slovensko in češko dramo. Ljubljana, Slovenska matica.
- 1964 D. Pirjevec: Ivan Cankar in evropska literatura. Ljubljana, Cankarjeva založba.
- 1964 M. Kramberger: Visoška kronika. Literarnozgodovinska interpretacija. Ljubljana, DZS.
- 1965 A. Ocvirk: Pesniška umetnina in literarna teorija. (Predavanje; objavljeno v Primerjalni književnosti I, 1978.)
- 1966 D. Pirjevec: Besedna umetnina. Jezik in slovstvo 11, str. 205-213.
- 1967 A. Ocvirk: Srečko Kosovel in konstruktivizem. V: Srečko Kosovel, Integrali, Ljubljana, Cankarjeva založba, str. 5-112. Delna objava v Sodobnosti 14, 1966 in 15, 1967.
- 1967 A. Ocvirk: Stilni premiki v Cankarjevem zgodnjem pripovedništvu. V: Ivan Cankar, Zbrano delo 6, str. 371-406. Delna objava: Sodobnost 15, 1967.
- 1968 D. Pirjevec: Uvod v vprašanje o znanstvenem raziskovanju umetnosti. Problemi 6, str. 177-188.
- 1969 D. Pirjevec: Vprašanje o poeziji. Naši razgledi 18, v nadaljevanjih. (Knjižna izdaja skupaj z razpravo Vprašanje naroda, 1978.)
- 1969 B. Paternu: Zgodovina slovenske književnosti. V: Petdeset let slovenske univerze v Ljubljani 1919-1969, str. 252-260.
- 1969 A. Ocvirk: Svetovna književnost in literarna teorija. V: Petdeset let slovenske univerze v Ljubljani 1919-1969, str. 276-277.
- 1970 A. Ocvirk: Stilni premiki v Cankarjevem zgodnjem pripovedništvu v simbolizem. V: Ivan Cankar, Zbrano delo 7, str. 249-315. Delna objava: Sodobnost 18, 1970.
- 1970 D. Pirjevec: Znanost o umetnosti. Problemi 8, str. 4-11.
- 1970 J. Kos: Prešeren in evropska romantika. Ljubljana, DZS.
- 1970 L. Kralj: Literatura Slavka Gruma. Razprave SAZU, 2. razred, str. 37-111.
- 1970 M. Stanovnik: Oscar Wilde v slovenskem tisku do l. 1914. Razprave SAZU, 2. razred, str. 115-151.
- 1970 L. Krakar: Goethe in Slowenien. München, R. Trofenik. Slovenska verzija:     Goethe pri Slovencih. Ljubljana, DZS, 1972.
- 1971 D. Dolinar: Thomas Mann in slovenska javnost: glasovi o Thomasu Mannu v slovenskem periodičnem tisku med obema vojnama. Slavistična revija 19, str. 293-315, 405-432.
- 1972 D. Pirjevec: Uvod v vprašanje o kritiki. Dialogi 8, str. 829-839.
- 1972 M. Zupančič: Literarno delo mladega A. T. Linharta. Ljubljana, DZS, 1972.
- 1973 D. Pirjevec: Strukturalna poetika in literarna znanost. Slavistična revija 21, str. 187-215.
- 1973 E. Koren: Govekar, Zola in »V krvi«. Slavistična revija 21, str. 281-319.
- 1974 J. Kos: Pozitivizem v literarni vedi. Slavistična revija 22, str. 299-316.
- 1975 Prijateljev zbornik. Ob stoletnici rojstva. Ljubljana, Slovenska matica.
- 1976 M. Kmecl: Mala literarna teorija. Ljubljana, Borec. Četrta, popravljena in dopolnjena izdaja: Ljubljana, Mihelač in Nešovič, 1996.
- 1977 A. Ocvirk: Evropski roman. Eseji. Ljubljana, DZS.
- 1977 D. Dolinar: Vprašanja o prevajanju v literarni vedi. Slavistična revija 25, str. 277-292.
- 1978 A. Ocvirk: Literarna teorija. SAZU-DZS (Literarni leksikon 1).
- 1978 J. Kos: Literatura. SAZU-DZS (Literarni leksikon 2).
- 1978 D. Dolinar: Pozitivizem v literarni vedi. SAZU-DZS (Literarni leksikon 5).
- 1978-79 A. Ocvirk: Literarna umetnina med zgodovino in teorijo. Razprave, 1-2. Ljubljana, DZS.
- 1978 J. Kos: Teorija in praksa slovenske primerjalne književnosti. Primerjalna književnost 1, str. 30-44.
- 1978 J. Pogačnik: Parametri in paralele. Ljubljana, Partizanska knjiga.
- 1979 D. Pirjevec: Evropski roman. Ljubljana, Cankarjeva založba.
- 1979 J. Kos: Matija Čop. Ljubljana, Partizanska knjiga. (Znameniti Slovenci.)
- 1979 P. Simoniti: Humanizem na Slovenskem in slovenski humanisti do srede 16.     stoletja. Ljubljana, Slovenska matica.
- 1979 E. Koren: Vprašanja ob periodizaciji slovenskega in francoskega naturalizma. Primerjalna književnost 2/1, str. 29-40.
- 1984 A. Ocvirk: Miscellanea. 1 Pogovori, 2 Članki in študije, 3 Kritike, 4     Polemike. Ljubljana, DZS.

#### Izbor novejših spisov o pojmovnih določilih in praksi primerjalne književnosti, literarne zgodovine in teorije ter literarnovedne metodologije
- 1983 J. Kos: Očrt literarne teorije. Ljubljana, DZS. Prenovljena in dopolnjena izdaja z naslovom Literarna teorija, 2001.
- 1987 J. Kos: Primerjalna zgodovina slovenske literature. Ljubljana, Partizanska knjiga. Druga izdaja: Mladinska knjiga, 2001.
- 1988 E. Koren: Primerjalna književnost na Slovenskem. Ob Kosovi Primerjalni zgodovini slovenske literature. Primerjalna književnost 11, št. 2, str. 51–54.
- 1988 J. Kos: Uvod v metodologijo literarne vede. Primerjalna književnost 11, št. 1, str. 1-17.
- 1989 J. Kos: Oddelek za primerjalno književnost in literarno teorijo. V: Zbornik Filozofske fakultete v Ljubljani 1919-1989, str. 223-225; biobibliografije članov oddelka, str. 226-228.
- 1991 D. Dolinar: Hermenevtika in literarna veda. Ljubljana, SAZU in DZS (Literarni leksikon 37).
- 1995 J. Kos: Primerjalna književnost, njen študijski obseg in pomen za slovensko kulturo. V: Informativni kulturološki zbornik. Seminar slovenskega jezika, literature in kulture pri Oddelku za slovanske jezike in književnosti Filozofske fakultete, str. 353-366.
- 1997 E. Koren: Literarna zgodovina med tradicionalno sklenjeno pripovedjo in virtualno sestavljanko. Primerjalna književnost 20, št. 1, str. 85-94.
- 1998 D. Dolinar (ur.): Inštitut za slovensko literaturo in literarne vede ob     petdesetletnici. Ljubljana, ZRC SAZU.
- 1999 E. Koren: Primerjalna in nacionalna literarna veda. V: Jan, Zoltan (ur.): Razpotja slovenske literarne vede (Zbornik Slavističnega društva Slovenije, 9). Ljubljana: Zavod Republike Slovenije za šolstvo, str. 58-63.
- 1999 D. Dolinar: Iz zgodovine komparativistike na Slovenskem. Primerjalna književnost 22, št.1, str. 75-90. Druga izdaja z naslovom Ljubljanska univerza in literarna veda: začetki komparativistike, v: D. Dolinar: Med književnostjo, narodom in zgodovino, 2007.
- 2000 J. Kos: Oddelek za primerjalno književnost in literarno teorijo. V: Zbornik [Filozofske fakultete]: 1919-1999, str. 397-399; biobibliografije članov oddelka, str. 400-405.
- 2000 K. J. Kozak: Comparative literature in Slovenia. CLCWeb (Edmonton). Online ed., vol. 2, issue 2.4.  http://docs.lib.purdue.edu/cgi/viewcontent.cgi?article=1094&context=clcweb
- 2003 D. Dolinar, M. Juvan (ur.): Kako pisati literarno zgodovino danes? Razprave. Ljubljana, ZRC SAZU.
- 2004 J. Kos: Primerjalna metoda v literarnozgodovinski vedi. Primerjalna književnost 27, št. 1, str. 1-9.
- 2006 M. Juvan: Literarna veda v rekonstrukciji. Uvod v sodobni študij literature. Ljubljana: Literarno-umetniško društvo Literatura.
- 2006 D. Dolinar, M. Juvan (ur.): Writing literary history. Selected     perspectives from Central Europe. Frankfurt (etc.), Peter Lang. (Prirejena in dopolnjena verzija slovenskega zbornika iz leta 2003).
- 2006 V. Snoj: Svetovna literatura na ozadju drugega. Literatura 18, št. 177, str. 61-78.
- 2007 T. Smolej, M. Stanovnik: Anton Ocvirk. Ob stoletnici rojstva. Ljubljana, Nova revija (Znameniti Slovenci).
- 2007 T. Virk: Primerjalna književnost na prelomu tisočletja. Kritični pregled. Ljubljana, ZRC SAZU (Studia litteraria).
- 2008 D. Dolinar, M. Juvan (ur.): Primerjalna književnost v 20. stoletju in Anton     Ocvirk. Ljubljana, ZRC SAZU (Studia litteraria).
- 2008 G. Troha, V. Matajc in G. Pompe (ur.): History and its literary genres. Newcastle, Cambridge Scholars Publishing.
- 2009 T. Virk: Novi pristopi, stare zablode. Primerjalna zgodovina literatur v evropskih jezikih. Primerjalna književnost 32, št. 2, str. 1-22.
- 2009 V. Snoj: Pripoved in dogodek. Razmišljanje o literarnem zgodovinopisju.     Primerjalna književnost 32, št. 2, str. 23-39.
- 2009 T. Smolej: Oddelek za primerjalno književnost in literarno teorijo. V: Zbornik Filozofske fakultete Univerze v Ljubljani 1919-2009, str. 282-291; biografije članov oddelka, str. 292-297.
- 2010 J. Vrečko: Primerjalna književnost na Slovenskem. V: Pogledi: humanistika in družboslovje v prostoru in času. Ljubljana, Znanstvena založba Filozofske fakultete, str. 218-239.
- 2010 A. Širca: Foucault in sodobna literarna zgodovina. Primerjalna književnost 33, št. 3, str. 163-179.
- 2010 V. Snoj: O literaturi drugače. Primerjalna književnost 33, št. 3, str. 181-197.
- 2010 A. Zupan Sosič: Literarnost, ponovno. Primerjalna književnost 33, št. 3, str. 199-220.
- 2011 S. Knop (ur.): Dušan Pirjevec, slovenska kultura in literarna veda. Zbornik     prispevkov s simpozija ob 90. obletnici rojstva Dušana Pirjevca (Acta     comparativistica Slovenica, 3). Ljubljana, Znanstvena založba Filozofske fakultete.
- 2011 M. Juvan: Literary studies in reconstruction. An introduction to literature. Frankfurt (etc.), Peter Lang. (Prirejena in dopolnjena verzija slovenske monografije iz leta 2006).
- 2012 M. Juvan: Prešernovska struktura in svetovni literarni sistem. Ljubljana, Literarno-umetniško društvo Literatura (Novi pristopi, 55).
- 2012 M. Juvan (ur.): Svetovne književnosti in obrobja. Ljubljana, ZRC SAZU (Studia litteraria).
- 2019 A. Vaupotič: Vprašanje realizma. Nova Gorica, Založba Univerze v Novi Gorici (Humanistika).

#### Knjižne zbirke
- Sto romanov. Cankarjeva založba, 1964-1977. 2. izdaja 1986-1989. (Uvodne študije o velikih svetovnih romanopiscih v zbirki Sto romanov; glavni urednik A. Ocvirk; večji del študij so prispevali vodilni komparativisti.)
- Literarni leksikon 1-46. ZRC SAZU in DZS, 1978-2001. (Serija monografskih študij; št. 1-10 uredil A. Ocvirk, št. 11-46 J. Kos in uredniški kolegij; izdal Inštitut za slovensko literaturo in literarne vede ZRC SAZU.)
- Studia litteraria. ZRC SAZU 2004-2012. (Uredila M. Juvan in D. Dolinar, izdal Inštitut za slovensko literaturo in literarne vede ZRC SAZU. Doslej je izšlo 13 monografij in 4 zborniki; zbirka se nadaljuje.)
- Acta comparativistica Slovenica 1-3, 2005-2011. (Konferenčni zborniki.)

#### Tematske številke in sklopi v reviji Primerjalna književnost (Pkn)
- 1980 Kolokvij Antigona '80. Dvajset let Smoletove drame. Pkn 4, št. 1, str. 1-40.
- 1985 Znanstveno preučevanje avantgard. Problemi in teme. Pkn 8, št. 2, str. 1-29.
- 1986 Postmodernizem. Poskusi pojmovne opredelitve. Pkn 9, št. 2, str. 1-27.
- 1991 Dušan Pirjevec in slovenska literarna veda. Pkn 14, št. 1, str. 1-61.
- 1993 Simpozij Poststrukturalizem – dekonstrukcija. Pkn 16, št. 1, str. 1-74.
- 1994 Comparative Literature in Slovenia. Pkn 17, 1994, No 1, Supplement (pp. 1-24).
- 2000 Posvet o programih in metodah književnega pouka. Pkn 23, št. 2, dodatek, str. 1-37.
- 2001 Zbornik ob sedemdesetletnici Janka Kosa. Pkn 24, posebna št. (s Kosovo bibliografijo).
- 2002 Slovenska književnost III. Pkn 25, št. 1, str. 73-109.
- 2002 Hans-Georg Gadamer. Pkn 25, št. 1, str. 111-128.
- 2003 Smrt tragedije. Pogovor o knjigi Georgea Steinerja. Pkn 26, št. 1, str. 95-114.
- 2004 Literature and space. Spaces of transgressiveness. Pkn 27, special issue.
- 2005 Kosovelova poetika/ Kosovel's poetics. Pkn 28, posebna št.
- 2006 Teoretsko-literarni hibridi: o dialogu literature in teorije/ Hybridizing theory and literature: on the dialogue between theory and literature. Pkn 29, posebna št.
- 2007 Zgodovina in njeni literarni žanri/ History and its literary genres. Pkn 30, posebna št.
- 2008 Perspektive primerjalne književnosti. Pkn 31, št. 1, str. 1-72.
- 2008 Literatura in cenzura. Kdo se boji resnice literature?/ Literature and censorship. Who is afraid of the truth of literature? Pkn 31, posebna št.
- 2009 Odgovor na kozmopolitstvo. Pkn 32, št. 2, str. 79-232.
- 2009 Avtor: kdo ali kaj piše literaturo?/ The author: who or what is writing literature? Pkn 32, posebna št.
- 2010 Esej in singularnost. Pkn 33, št. 1, str. 63-243.
- 2010 »Kdo izbere?« Literatura in literarno posredništvo./ »Who cooses?« Literature and literary mediation. Pkn 33, št. 2.
- 2010 Jubilejna številka ob osemdesetletnici Evalda Korena. Pkn 33, št. 3.
- 2011 »Kdo bere?« Perspektive raziskovanja branja./ »Who reads?« Perspectives on reading research. Pkn 34, št. 2.
- 2011 Jubilejna številka ob osemdesetletnici Janka Kosa. Pkn 34, št. 3 (s Kosovo bibliografijo).
- 2012 Knjiga in ekonomija kulturnih prostorov. Pkn 35, št. 1, str. 1-229.
- 2012 Živo branje: literatura, znanost in humanistika./ Reading live: literature, science and the humanities. Pkn 35, št. 2.
- 2012 Jubilejna številka ob sedemdesetletici Darka Dolinarja. Pkn 35, št. 3 (z Dolinarjevo bibliografijo).